# Afonie
Afonia este o tulburare de vorbire care constă în lipsa sau pierderea vocii din cauza lezării laringelui sau inervației acestuia, cavității bucale sau mușchilor implicați în actul vorbirii, cu păstrarea capacității de a articula.
Poate apărea în tumorile laringelui, în tuberculoză, în sifilis, în laringite simple, după traheotomie, în intoxicația cu beladonă etc.